# آرتین بوشگزنیان
آرتین بوشگزنیان (ارمنی: Արթին Բոշգեզենյան؛ انگلیسی: Artin Boşgezenyan) نماینده ارمنی حلب در دوره نخست (۱۹۰۸–۱۹۱۲)، دوم (آوریل – اوت ۱۹۱۲) و سوم (۱۹۱۴–۱۹۱۸) پارلمان عثمانی در دوران مشروطه بود.

## زندگی
وی به عنوان سیاست‌مداری چپ‌گرا که از حقوق کارگران و حق رأی زنان حمایت می‌کرد، شناخته می‌شد. وی برخلاف نظر سنتی که فقط زنان را برای زنای محصنه مجازات می‌کرد، نویسنده حرکتی بود که زنای محصنه را به عنوان یک جرم مدنی برای مردان در نظر گرفت.

### سخنرانی
در طی مدت کوتاهی بین فروپاشی حزب اتحاد و ترقی در اکتبر ۱۹۱۸ و انحلال پارلمان در دسامبر ۱۹۱۸، بوشگزنیان چندین سخنرانی انجام داد و دولت پیشین را به جرم جنایاتی که در طول نسل‌کشی ارمنی‌ها مرتکب شده‌بود، محکوم کرد. وی قاضی دادگاه جنایات جنگ بود که منجر به محکومیت و به دار آویختن کمال بیگ، بخشدار مشهور بوغازلیان شد، که به جنایت علیه ارمنیان اخراج شده در استان یوزغاد در آناتولی مرکزی متهم شد.
بوشگزنیان در حال سخنرانی دربارهٔ قانون تبعید:
موضوع به سادگی و با کنار زدن قانون به پایان نرسیده‌است… قانون یک چاقو، یک تبر است، مسئول بسیاری از جنایات. اجازه ندهیم فقط با چاقو زدن این جنایات را اصلاح کنیم… در نتیجه خون خیلی از بی‌گناهان ریخته شده‌است… شمارش دقیق تعداد خانه‌های سوخته یا ویران شده غیرممکن است. این قانون… چیز ترسناکی است. ما باید آن را به دو شکل و ماده لغو کنیم… اما علاوه بر لغو آن، باید کسانی را که براساس این قانون کشور را ویران کرده‌اند، بدون استثنا، مجازات کرد. کسانی که با توطئه برای قتل از قانون استفاده و بهره‌برداری کردند باید مجازات شوند. موضوع فقط با کنار گذاشتن اسلحه پایان نمی‌یابد.